# Hypostyl

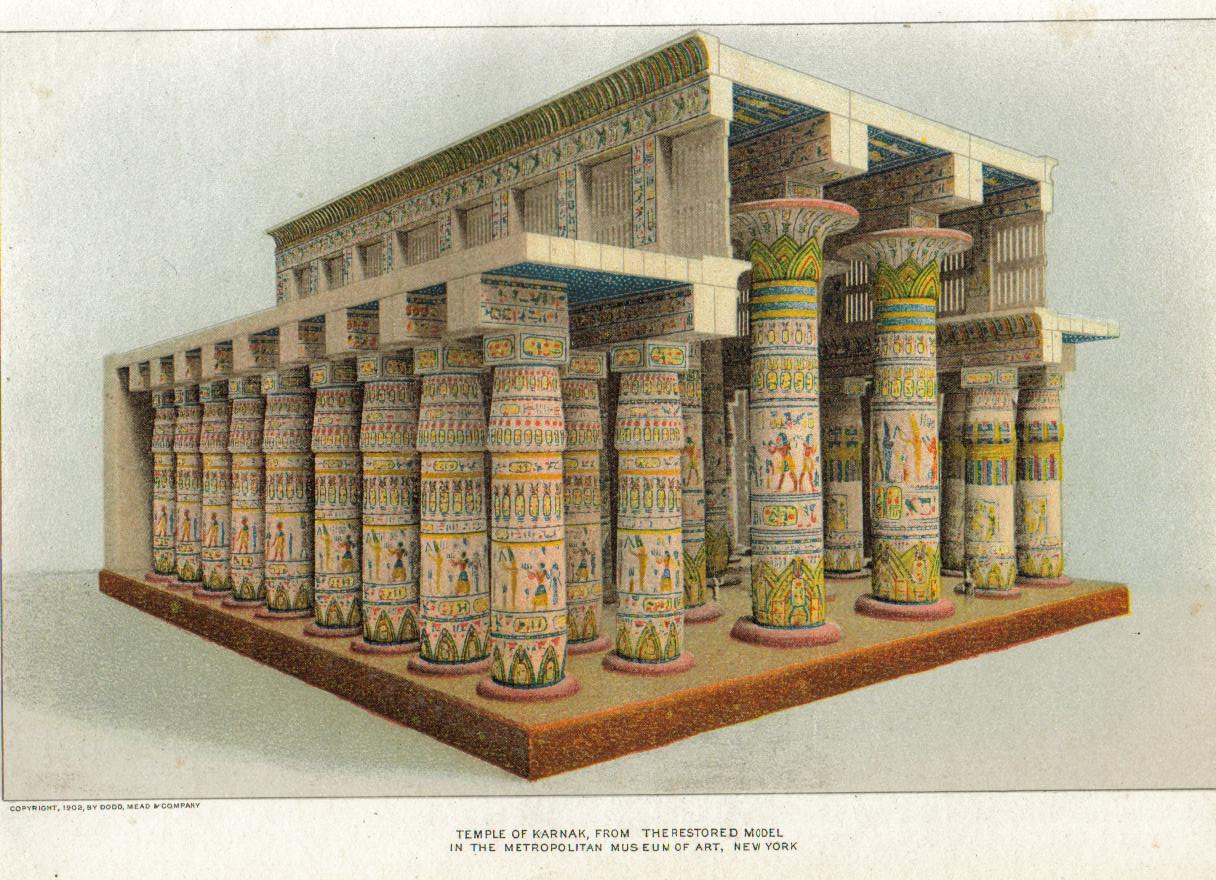
Hypostyl in der Tempelanlage von Karnak

Hypostyl (auch Hypostylon oder Hypostylos) bezeichnet in der Architektur einen Saal, dessen flache Decke von Säulen getragen wird.

## Definition
Der Name Hypostyl stammt aus dem Griechischen und bedeutet „auf Säulen ruhend“. In Griechenland bezeichnet das Hypostyl lediglich eine große Halle, deren Decke wegen der Spannweite mit Säulen oder Pfeilern abgestützt werden muss.
Im Alten Ägypten wurde das Hypostyl als Bauelement ab dem Neuen Reich im Sakral- und vereinzelt auch im Profanbau verwendet.

## Aufbau
Das Hypostyl steht quer zur Längsachse des Tempels und besteht aus einem überhöhten Mittelschiff und zwei niedrigeren Seitenschiffen. Die Decke eines Hypostyls ist flach.
Das Mittelschiff bildet den Durchgang vom Vorhof ins Innere des Tempels, in vielen Tempeln folgt auf das Hypostyl jedoch zuvor eine zweite Säulenhalle. Dieser Durchgang wird beidseitig von jeweils einer Säulenreihe flankiert, deren Säulen höher sind und einen größeren Durchmesser aufweisen als die der Seitenschiffe. Im oberen Bereich der Wände des Mittelschiffs befinden sich große Gratfenster, die meist die einzige Lichtquelle des Hypostyls darstellen.
In den Seitenschiffen stehen mehrere Säulenreihen mit niedrigeren, schlankeren Säulen, die quer zur Längsachse des Tempels angeordnet sind. Durch den spärlichen Lichteinfall im Hypostyl wird vor allem bei größeren Tempelanlagen der Eindruck eines unbegrenzten allseitigen Säulenwaldes bewirkt.

## Symbolik
In der Darstellung des Mikrokosmos der Schöpfung durch den ägyptischen Tempel selbst versinnbildlichte das Hypostyl den Schilfsumpf um den Urhügel. Durch die Verwendung von Papyruskapitellen wurde der Eindruck des Betrachters, sich in einem Wald von Pflanzen zu befinden, verstärkt. Im Amun-Tempel von Karnak wurde diese Symbolik noch weiter ausgebaut, indem man die 137 Säulen auf Basen erhob, die an die Erde um die Wurzeln von Papyruspflanzen erinnern. Die großen Säulen entlang der Mittelachse sind 23 m hoch und enden in weit geöffneten Papyruskapitellen, die übrigen Säulen in geschlossenen Papyruskapitellen. Auch im Chnum-Tempel von Esna wurde die Sumpfsymbolik verstärkt, indem man Insekten auf den Säulenkapitellen darstellte. Die Architrave auf den Säulen und die Decke stellten den Himmel dar.

## Profanbau
Die höher gestellten Klassen in Ägypten verwendeten das Hypostyl auch in ihren Wohnhäusern. Ebenso wie im Tempel wurde auch hier auf eine durch die Tradition bestimmte Raumfolge geachtet. Über den Haupthof kam man in eine offene Säulenhalle, an die sich eine quergestellte Empfangshalle anschloss. Der darauf folgende Hauptraum wurde meist in Form eines viersäuligen Hypostylsaales errichtet.